# Ceriagrion bakeri
Ceriagrion bakeri é uma espécie de libelinha da família Coenagrionidae.
Pode ser encontrada nos seguintes países: Angola, República Democrática do Congo, Costa do Marfim, Gana, Guiné, Libéria, Nigéria, Senegal, Serra Leoa, Togo, Uganda, Zâmbia e possivelmente em Quénia.
Os seus habitats naturais são: savanas áridas, savanas húmidas, matagal árido tropical ou subtropical, matagal húmido tropical ou subtropical e sistemas cársticos interiores.